# Klaas de Vries
Klaas George de Vries (ur. 28 kwietnia 1943 w Hoensbroek) – holenderski polityk i prawnik, działacz Partii Pracy (PvdA), długoletni parlamentarzysta, w latach 1998–2002 minister.

## Życiorys
Ukończył szkołę średnią w Heerlen. W latach 1961–1962 studiował sztuki wyzwolone na prywatnym amerykańskim Hamline University. W 1968 został absolwentem prawa na Uniwersytecie w Utrechcie. W tym samym roku wstąpił do Partii Pracy. W latach 1968–1971 pracował w ministerstwie sprawiedliwości, następnie do 1973 jako asystent w Nederlandse Economische Hogeschool w Rotterdamie. Od 1970 do 1971 był radnym miejskim w Delfcie, w latach 1973–1988 sprawował mandat posła do Tweede Kamer. Z parlamentu odszedł w związku z powołaniem na dyrektora generalnego Vereniging van Nederlandse Gemeenten, zrzeszenia holenderskich miejscowości. Stanowisko to zajmował przez osiem lat.
W 1994 i 1998 pełnił funkcję informateura przy negocjacjach koalicyjnych, które doprowadziły do powołania rządów Wima Koka. W latach 1996–1998 był przewodniczącym Rady Społeczno-Ekonomicznej, głównego rządowego organu doradczego. W sierpniu 1998 objął urząd ministra spraw społecznych i zatrudnienia w drugim gabinecie Wima Koka. W marcu 2000 przeszedł na stanowisko ministra spraw wewnętrznych, które zajmował do lipca 2002.
W latach 2002–2006 ponownie zasiadał w Tweede Kamer. W latach 2007–2015 był członkiem Eerste Kamer, wyższej izby Stanów Generalnych. W międzyczasie wykładał na stanowisku profesorskim na Uniwersytecie im. Radbouda w Nijmegen.
Odznaczony Orderem Oranje-Nassau IV klasy oraz Orderem Lwa Niderlandzkiego III klasy.